# تشارلي كولير
تشارلي كولير (بالإنجليزية: Charlie Collier)‏ كان متسابق دراجات نارية إنجليزي فاز بكأس جزيرة مان السياحية مرتين خلال مسيرته ونافس فيها ثمان مرات انطلاقا من سنة 1907.

## البطولات
- كأس جزيرة مان السياحية 1907
- كأس جزيرة مان السياحية 1910